# Rangers International FC
El Rangers International Football Club, también conocido como Enugu Rangers, es un club de fútbol nigeriano. Fundado en 1970, ha sido campeón en cinco ocasiones de la Liga Premier de Nigeria. Internacionalmente ha sido campeón de la Recopa Africana en 1977, además de haber sido finalista de la Liga de Campeones de la CAF en 1975. La Federación Internacional de Historia y Estadística de Fútbol le otorgó el décimo sexto lugar en la lista de los mejores clubes africanos del siglo XX.

## Palmarés

### Torneos nacionales
- Liga Premier de Nigeria (7): 1974, 1975, 1981, 1982, 1984, 2016, 2024.
- Copa de Nigeria (6): 1974, 1975, 1976, 1981, 1983, 2018.
- Supercopa de Nigeria (1): 2004

### Torneos internaciones
- Recopa Africana (1):[5] 1977.
- Subcampeón de la Liga de Campeones de la CAF (1): 1975.[6]

## Participación en competiciones de la CAF

### CAF Champions League
| Temporada | Ronda      | Club                 | Casa  | Visita | Global  |
| --------- | ---------- | -------------------- | ----- | ------ | ------- |
| 2006      | Preliminar | Police XI            | 1-0   | 2-2    | 3-2     |
| 2006      | 1          | Al-Hilal Omdurmán    | 1-0   | 0-4    | 1-4     |
| 2013      | Preliminar | SC Príncipe          | w.o.1 | w.o.1  | w.o.1   |
| 2013      | 1          | Vital'O FC           | 2-0   | 0-0    | 2-0     |
| 2013      | 2          | CRD do Libolo        | 0-0   | 1-3    | 1-3     |
| 2017      | Preliminar | JS Saoura            | 0-0   | 1-1    | 1-1 (a) |
| 2017      | 1          | Zamalek SC           | 2-1   | 1-4    | 3-5     |
| 2024/25   | 1          | US Zilimadjou        | 1-1   | 1-0    | 2-1     |
| 2024/25   | 2          | GD Sagrada Esperança | 1-0   | 1-3    | 2-3     |

1- SC Príncipe abandonó el torneo.

### African Cup of Champions Clubs
| Temporada | Ronda            | Club               | Casa  | Visita | Global      |
| --------- | ---------------- | ------------------ | ----- | ------ | ----------- |
| 1971      | 1                | Secteur 6          | 1-0   | 1-1    | 2-1         |
| 1971      | 2                | AS Kaloum Star     | 2-1   | 3-3    | 5-4         |
| 1971      | Cuartos de final | ASEC Mimosas       | 0-1   | 0-2    | 0-3         |
| 1975      | 1                | Great Olympics     | 2-1   | 2-0    | 4-1         |
| 1975      | 2                | Young Africans FC  | 0-0   | 1-1    | 1-1 (a)     |
| 1975      | Cuartos de final | Green Buffaloes FC | 2-1   | 2-2    | 4-3         |
| 1975      | Semifinales      | Ghazl Al-Mehalla   | 3-0   | 1-3    | 4-3         |
| 1975      | Final            | Hafia FC           | 1-2   | 0-1    | 1-3         |
| 1976      | 2                | Express FC         | 0-0   | 2-2    | 2-2 (a)     |
| 1976      | Cuartos de final | Green Buffaloes FC | 3-0   | 1-3    | 4-3         |
| 1976      | Semifinales      | MC Alger           | 2-0   | 0-3    | 2-3         |
| 1978      | 2                | Olympic FC         | w.o.1 | w.o.1  | w.o.1       |
| 1978      | Cuartos de final | KCC                | 3-1   | 0-1    | 3-2         |
| 1978      | Semifinales      | Canon Yaoundé      | 0-0   | 0-0    | 0-0 (5-6 p) |
| 1982      | 1                | Primero de Agosto  | 3-0   | 1-1    | 4-1         |
| 1982      | 2                | AS Kaloum Star     | 1-0   | 0-0    | 1-0         |
| 1982      | Cuartos de final | RC Kouba           | 5-2   | 0-1    | 5-3         |
| 1982      | Semifinales      | Al-Ahly            | 1-0   | 0-4    | 1-4         |
| 1983      | 1                | Sierra Fisheries   | 0-1   | 0-1    | 0-2         |
| 1985      | 1                | Petro Atlético     | 2-0   | 2-1    | 4-1         |
| 1985      | 2                | AS Kaloum Star     | 3-1   | 0-2    | 3-3 (a)     |

1- Olympic FC abandonó el torneo.

### Confederation Cup
| Temporada | Ronda          | Club              | Casa | Visita | Global   |
| --------- | -------------- | ----------------- | ---- | ------ | -------- |
| 2004      | 1              | Al-Nasr Benghazi  | 4-0  | 0-1    | 4-1      |
| 2004      | 2              | Etoile de Guinee  | 2-1  | 0-0    | 2-1      |
| 2004      | 3              | APR FC            | 3-0  | 0-1    | 3-1      |
| 2004      | Fase de grupos | Asante Kotoko     | 2-1  | 1-3    | 2º Lugar |
| 2004      | Fase de grupos | Petro Atlético    | 4-0  | 0-0    | 2º Lugar |
| 2004      | Fase de grupos | Al-Hilal Omdurmán | 4-0  | 1-2    | 2º Lugar |
| 2005      | 1              | Sony Elá Nguema   | 3-1  | 1-0    | 4-1      |
| 2005      | 2              | Union Douala      | 3-1  | 0-1    | 3-2      |
| 2005      | 3              | FAR Rabat         | 2-1  | 0-1    | 2-2 (a)  |
| 2013      | 3              | CS Sfaxien        | 0-0  | 0-1    | 0-1      |
| 2017      | Play-Off       | ZESCO United FC   | 2-2  | 0-3    | 2-5      |
| 2018/19   | Preliminar     | Defence Force SC  | 2-0  | 3-1    | 5-1      |
| 2018/19   | 1              | USM Bel Abbès     | 2-0  | 0-0    | 2-0      |
| 2018/19   | Playoff        | Bantu FC          | 2-1  | 2-1    | 4-2      |
| 2018/19   | Fase de grupos | CS Sfaxien        | 0-1  | 1-1    | 3º Lugar |
| 2018/19   | Fase de grupos | Étoile du Sahel   | 0-2  | 1-2    | 3º Lugar |
| 2018/19   | Fase de grupos | Salitas FC        | 2-0  | 1-1    | 3º Lugar |
| 2019/20   | 1              | AS Pélican        | 3-1  | 1-2    | 4-3      |
| 2019/20   | Playoff        | ASC Kara          | 1-0  | 1-2    | 2-2 (a)  |
| 2019/20   | Fase de grupos | Pyramids FC       | 1-3  | 1-0    | 3º Lugar |
| 2019/20   | Fase de grupos | Al-Masry SC       | 1-1  | 2-4    | 3º Lugar |
| 2019/20   | Fase de grupos | FC Nouadhibou     | 1-1  | 0-0    | 3º Lugar |

### Copa CAF
| Temporada | Ronda            | Club                   | Casa  | Visita | Global |
| --------- | ---------------- | ---------------------- | ----- | ------ | ------ |
| 1996      | 1                | Etoile Filante de Lomé | 6-1   | 0-1    | 6-2    |
| 1996      | 2                | Unisport de Bafang     | 0-1   | 1-1    | 1-2    |
| 2003      | 1                | LISCR FC               | w.o.1 | w.o.1  | w.o.1  |
| 2003      | 2                | DC Motema Pembe        | 2-0   | 0-1    | 2-1    |
| 2003      | Cuartos de final | Al-Ahly                | 4-0   | 0-0    | 4-0    |
| 2003      | Semifinales      | Raja Casablanca        | 2-0   | 1-4    | 3-4    |

1- LISCR FC abandonó el torneo.

### CAF Cup Winners' Cup
| Temporada | Ronda            | Club              | Casa  | Visita | Global      |
| --------- | ---------------- | ----------------- | ----- | ------ | ----------- |
| 1977      | 1                | Al-Ahly Trípoli   | 0-0   | 1-1    | 1-1 (a)     |
| 1977      | 2                | Electric Sports   | 4-0   | 2-0    | 6-0         |
| 1977      | Cuartos de final | ASF Police        | 0-0   | 2-1    | 2-1         |
| 1977      | Semifinales      | Shooting Stars FC | 0-0   | 0-0    | 0-0 (4-2 p) |
| 1977      | Final            | Canon Yaoundé     | 4-1   | 1-1    | 5-2         |
| 1984      | 1                | Horoya AC         | w.o.1 | w.o.1  | w.o.1       |
| 1984      | 2                | OC Agaza          | 1-0   | 1-0    | 2-0         |
| 1984      | Cuartos de final | Canon Yaoundé     | 3-0   | 0-5    | 3-5         |

1- Horoya AC abandonó el torneo debido a la muerte del presidente de Guinea Ahmed Sekou Touré.

## Exentrenadores
- Daniel Anyiam (1970–??)
- Roberto Díaz
- Janusz Kowalik (1983–84)
- Kosta Papić
- Okey Emordi (2008)
- Christian Chukwu (2008–agosto de 2009)
- Alphonsus Dike (septiembre de 2009–2011)
- Okey Emordi (febrero de 2012–2013)
- Felix Emordi (2013-)